# Culex pseudorubithoracis
Culex pseudorubithoracis är en tvåvingeart som beskrevs av Sirivanakarn 1968. Culex pseudorubithoracis ingår i släktet Culex och familjen stickmyggor. Inga underarter finns listade i Catalogue of Life.